# Chris Dudley (baloncestista)
Christen Guilford «Chris» Dudley  (Stamford, Connecticut, 22 de febrero de 1965) es un exjugador de baloncesto estadounidense, que pasó dieciséis años jugando para diferentes equipos en la NBA. Este pívot de 2.11 fue conocido tanto como por sus rebotes como por el alto número de tapones que conseguía por partido, aunque era un jugador limitado ofensivamente y pobre desde la línea de tiros libres. En un partido disputado el 14 de abril de 1990, falló 17 de 18 tiros libres, incluyendo un récord de 13 consecutivos. Sin embargo, su trabajo ético y su habilidad para jugar durante 886 partidos de la NBA siendo diabético le hizo ganarse el respeto por parte de la gente.
Dudley era nieto de Guilford Dudley, embajador de Estados Unidos en Dinamarca bajo el gobierno de Nixon y Ford.

## Trayectoria deportiva

### High School
Fue la estrella de baloncesto del instituto, a Dudley se le diagnosticó diabetes de tipo 1 en 1981, a la edad de dieciséis. Comenzó el tratamiento diario de insulina inmediatamente. 

### Universidad
Asistió a la Universidad de Yale, donde jugó en la NCAA desde 1983 a 1987 consiguiendo además dos grados académicos en Ciencias Políticas y Económicas.

#### Estadísticas
| Año     | Equipo | PJ  | PT | MPP  | %TC  | %3P | %TL  | RPP  | APP | ROB | TPP | PPP  |
| ------- | ------ | --- | -- | ---- | ---- | --- | ---- | ---- | --- | --- | --- | ---- |
| 1983–84 | Yale   | 26  | 19 | 30.2 | .464 |     | .467 | 5.1  | .4  | .3  | .7  | 4.7  |
| 1984–85 | Yale   | 26  | 26 | 30.6 | .446 |     | .533 | 10.2 | .8  | .7  | 2.0 | 12.6 |
| 1985–86 | Yale   | 26  | 26 | 29.1 | .539 |     | .482 | 9.8  | 1.0 | .3  | 1.4 | 16.2 |
| 1986–87 | Yale   | 24  | 24 | 31.2 | .569 | –   | .542 | 13.3 | .6  | .6  | 2.8 | 17.6 |
| Total   | Total  | 102 | 95 | 27.4 | .513 | –   | .512 | 9.5  | .7  | .5  | 1.7 | 12.6 |

### Profesional
Dudley comenzó jugando con los Cleveland Cavaliers durante la temporada 1987-88. Ha sido la única persona en activo con diabetes en la liga durante su carrera.
Dudley un pívot de 2.11 se vio constantemente entorpecido por las lesiones durante su carrera. Durante su año rookie jugó 55 de 82 partidos, promediando tres puntos por partido. Durante la temporada 1989-90 fue traspasado a los New Jersey Nets. Jugó tres años con los Nets, incluyendo la temporada 1990-91, en la que disfrutó de sus mejores números: 7.1 puntos por partido en 61 encuentros. En la temporada 1991-92 estuvo disponible para los 82 partidos, cosa que solo sucedería otro año más durante su carrera. En la temporada 1992-93, él y sus compañeros Derrick Coleman y Dražen Petrović ayudaron a los Nets a su primera aparición en los playoffs en años. El verano posterior a la temporada Petrovic falleció en un accidente de coche en Alemania, y Dudley se iría a los Portland Trail Blazers. Durante su primera temporada y media como Trail Blazer, jugaría con Clyde Drexler, y más tarde con Damon Stoudamire.
Una lesión mantendría a Dudley fuera de toda la temporada excepto de seis partidos durante su primer año en Portland. Drexler pasó a las filas de los Houston Rockets en la mitad de la siguiente temporada. Dudley conseguiría entrar una vez más en los playoffs esta vez con los Blazers. En la temporada 1995-96 recibiría el Premio al Mejor Ciudadano J.Walter Kennedy. Después de jugar 161 partidos para los Blazers entre 1995 y 1997, Dudley fue a los New York Knicks, donde sería el cambio de Patrick Ewing durante tres temporadas.
En 1999, alcanzaría las Finales de la NBA, por primera y única vez en su carrera, pero los Knicks fueron eliminados por los San Antonio Spurs, cuatro partidos a uno. Curiosamente ese año los Knicks se clasificaron en la última posición de la Conferencia Este y a pesar de ello solo perderían en cuatro ocasiones antes de llegar a la final (con un balance de 11-4). Además en 1999, Dudley consiguió su rebote número 5.000 durante un partido entre los Knicks y los Detroit Pistons.
Después de su etapa en los Knicks, Dudley fue a parar a los Phoenix Suns, participando en 53 partidos en la temporada 2000-01. Volvería a los Trail Blazers en 2002, y se retiraría después de jugar tres partidos durante la temporada 2002-03.
En su carrera, en un total de 886 partidos, Dudley conseguiría 3.473 puntos (3.9 puntos por partido), 375 asistencias (0.4 asistencias por partido), 1027 tapones (1.2 tapones por partido) y 5.457 rebotes (6.2 rebotes por partido).

### Después de la retirada
Dudley vive en Lake Oswego, Oregón. En 1998, creó la Organización Chris Dudley, un grupo de Oregón que busca mejorar la calidad de vida de niños diabéticos. Recibió un premio de la NBA por crear la organización. Desde 2005 a 2007, ha sido entrenador asistente del equipo masculino de baloncesto del instituto Lake Oswego, donde fue mentor de la estrella de UCLA Kevin Love.
A comienzos del 2006, Dudley se convirtió en el vicepresidente de M Financial Wealth Management.

## Estadísticas de su carrera en la NBA

### Temporada regular
| Año       | Equipo     | PJ  | PT  | MPP  | %TC  | %3P  | %TL  | RPP | APP | ROB | TPP | PPP |
| --------- | ---------- | --- | --- | ---- | ---- | ---- | ---- | --- | --- | --- | --- | --- |
| 1987-88   | Cleveland  | 55  | 1   | 9.3  | .474 | –    | .563 | 2.6 | .4  | .2  | .3  | 3.1 |
| 1988-89   | Cleveland  | 61  | 2   | 8.9  | .435 | .000 | .364 | 2.6 | .3  | .1  | .4  | 3.0 |
| 1989-90   | Cleveland  | 37  | 22  | 18.5 | .389 | –    | .338 | 5.5 | .5  | .5  | 1.1 | 5.0 |
| 1989-90   | New Jersey | 27  | 8   | 24.9 | .441 | –    | .305 | 8.1 | .7  | .8  | 1.1 | 6.1 |
| 1990-91   | New Jersey | 61  | 25  | 25.6 | .408 | –    | .534 | 8.4 | .6  | .6  | 2.5 | 7.1 |
| 1991-92   | New Jersey | 82  | 21  | 23.2 | .403 | –    | .468 | 9.0 | .7  | .5  | 2.2 | 5.6 |
| 1992-93   | New Jersey | 71  | 16  | 19.7 | .353 | –    | .518 | 7.2 | .2  | .2  | 1.5 | 3.5 |
| 1993-94   | Portland   | 6   | 3   | 14.3 | .240 | –    | .500 | 4.0 | .8  | .7  | .5  | 2.3 |
| 1994-95   | Portland   | 82  | 82  | 27.4 | .406 | .000 | .464 | 9.3 | .4  | .5  | 1.5 | 5.5 |
| 1995-96   | Portland   | 80  | 21  | 24.1 | .453 | .000 | .510 | 9.0 | .5  | .5  | 1.3 | 5.1 |
| 1996-97   | Portland   | 81  | 14  | 22.7 | .430 | –    | .474 | 7.3 | .5  | .5  | 1.2 | 3.9 |
| 1997-98   | New York   | 51  | 22  | 16.8 | .406 | –    | .446 | 5.4 | .4  | .3  | 1.0 | 3.1 |
| 1998-99   | New York   | 46  | 16  | 14.9 | .440 | –    | .475 | 4.2 | .2  | .3  | .8  | 2.5 |
| 1999-2000 | New York   | 47  | 3   | 9.8  | .343 | –    | .333 | 2.9 | .1  | .1  | .4  | 1.2 |
| 2000-01   | Phoenix    | 53  | 33  | 11.6 | .397 | –    | .389 | 3.5 | .3  | .3  | .5  | 1.4 |
| 2001-02   | Portland   | 43  | 2   | 7.6  | .400 | .000 | .533 | 1.9 | .3  | .1  | .5  | 1.1 |
| 2002-03   | Portland   | 3   | 0   | 3.7  | .000 | –    | –    | .7  | .0  | .0  | .0  | .0  |
| Total     | Total      | 886 | 331 | 18.4 | .412 | .000 | .458 | 6.2 | .4  | .4  | 1.2 | 3.9 |

### Playoffs
| Año   | Equipo     | PJ | PT | MPP  | %TC  | %3P | %TL   | RPP | APP | ROB | TPP | PPP |
| ----- | ---------- | -- | -- | ---- | ---- | --- | ----- | --- | --- | --- | --- | --- |
| 1988  | Cleveland  | 4  | 0  | 6.0  | .500 | –   | .500  | 1.5 | .5  | .0  | .0  | 1.3 |
| 1989  | Cleveland  | 1  | 0  | 4.0  | .000 | –   | –     | .0  | .0  | .0  | .0  | .0  |
| 1992  | New Jersey | 4  | 0  | 19.3 | .357 | –   | .500  | 6.5 | .8  | .5  | 2.5 | 3.5 |
| 1994  | Portland   | 4  | 2  | 20.3 | .400 | –   | .500  | 3.8 | .0  | 1.5 | .0  | 2.3 |
| 1995  | Portland   | 3  | 3  | 19.7 | .667 | –   | .375  | 5.0 | .3  | .0  | .3  | 2.3 |
| 1996  | Portland   | 5  | 0  | 18.4 | .385 | –   | .667  | 5.4 | .2  | .4  | .4  | 2.8 |
| 1997  | Portland   | 4  | 0  | 17.3 | .455 | –   | .333  | 7.0 | .8  | .5  | 1.3 | 3.0 |
| 1998  | New York   | 6  | 3  | 8.8  | .333 | –   | .500  | 3.0 | .0  | .2  | .3  | 1.3 |
| 1999  | New York   | 18 | 6  | 16.3 | .421 | –   | .393  | 4.6 | .3  | .5  | .4  | 2.4 |
| 2000  | New York   | 5  | 2  | 8.6  | .500 | –   | 1.000 | 2.4 | .4  | .2  | .2  | .8  |
| 2001  | Phoenix    | 3  | 0  | 8.7  | .500 | –   | –     | 2.3 | .0  | .3  | .3  | .7  |
| 2002  | Portland   | 2  | 0  | 1.5  | .000 | –   | –     | .5  | .0  | .0  | .0  | .0  |
| Total | Total      | 59 | 16 | 18.4 | .407 | –   | .455  | 4.0 | .3  | .4  | .5  | 2.0 |